# Fabbrica Motoveicoli
Fabbrica Motoveicoli war eine italienische Unternehmensgruppe, die Mitte der 1980er Jahre durch die Fusion der Motorradhersteller Garelli und Fantic Motor entstand. Ziel war es, den Herausforderungen des internationalen Marktes, insbesondere der starken Konkurrenz aus Japan, zu begegnen. Die Gruppe produzierte bis zu ihrer Auflösung 1993 verschiedene Moped- und Motorradmodelle.

## Modelle (Auswahl)
- Gary Uno: kompaktes 49-cm³-Moped mit Fliehkraftkupplung
- Gary Due: kompaktes 49-cm³-Moped mit Zweigang-Drehgriffschaltung